# Бачинина, Валентина Валерьевна
Валентина Валерьевна Бачинина (род. 2 ноября 2000, Реж, Свердловская область) — российская волейболистка, нападающая-доигровщица.

## Биография
Начала заниматься волейболом в спортивной школе «Россия» города Режа. 1-й тренер — А. А. Кузьмина. С 2016 выступала за фарм-команду ВК «Уралочка» в Молодёжной лиге, а затем (с 2019) в высшей лиге «А» чемпионата России. В 2019—2021 играла также и за основную команду клуба в суперлиге. Концовку сезона 2019—2020 провела в «Тулице», а затем вернулась в «Уралочку». С 2021 играла за «Заречье-Одинцово» и «Енисей», а в феврале 2023 года вновь заключила контракт с ВК «Тулица».
В составе «Уралочки-НТМК»-2 по два раза выигрывала чемпионат и Кубок Молодёжной лиги.
В 2018 году в составе молодёжной сборной России принимала участие в отборочном турнире молодёжного чемпионата Европы 2018.

### Клубная карьера
- 2016—2020 —  «Уралочка-НТМК»-2/«Уралочка»-2-УрГЭУ (Свердловская область) — молодёжная лига и высшая лига «А»;
- 2019—2020 —  «Уралочка-НТМК» (Свердловская область) — суперлига;
- 2020 —  «Тулица» (Тула) — высшая лига «А»;
- 2020—2021 —  «Уралочка»-2-УрГЭУ (Свердловская область) — высшая лига «А»;
- 2020—2021 —  «Уралочка-НТМК» (Свердловская область) — суперлига;
- 2021—2022 —  «Заречье-Одинцово» (Московская область) — суперлига;
- 2022—2023 —  «Енисей» (Красноярск) — суперлига;
- 2023 —  «Тулица» (Тула) — суперлига;
- 2024—2025 —  «Динамо» (Владивосток) — высшие лиги «Б» и "А";
- с 2025 —  «Амурские тигрицы» (Хабаровск) — высшая лига «А»

## Достижения
- двукратный победитель Молодёжной лиги чемпионата России — 2018, 2019.
- двукратный победитель розыгрышей Кубка Молодёжной лиги — 2018, 2019.
- двукратный серебряный призёр чемпионатов России среди команд высшей лиги «А» — 2020, 2021.